# Tokyo Game Show
Tokyo Game Show (東京ゲームショウ Tōkyō Gēmu Shō?, förkortas TGS) är en årlig dator- och TV-spelsmässa som hålls i Tokyo, Japan. På grund av den amerikanska mässan Electronic Entertainment Expos radikala förändringar förväntas TGS bli världens största dator- och TV-spelsmässa. Till skillnad från E3 så låter TGS allmänheten besöka mässan under de två sista dagarna, vilket resulterar i att TGS får mer besökare än E3.
Från och med hösten 2007 är Tokyo Game Show förlängd med en extra branschdag. Det innebär alltså två branschdagar och två publika dagar.
Mässan hålls i september varje år.

## Historia
Den första Tokyo Game Show hölls 1996. Mässan brukade hållas två gånger per år, en på våren och en på hösten, 2002 valde man att endast hålla mässan under hösten.